# サクソニア (機関車)

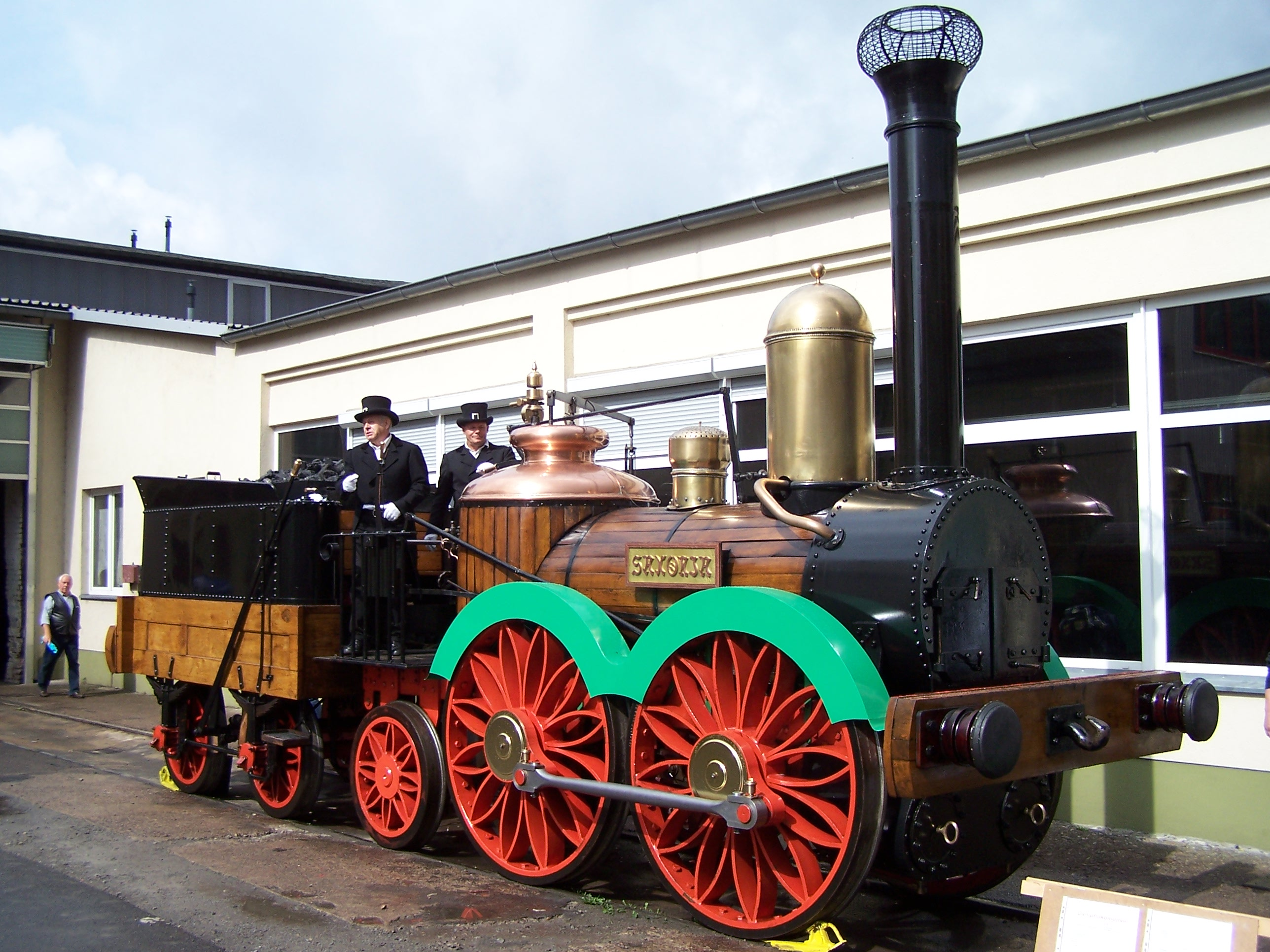
サクソニア号（複製）

サクソニアは、1838年にドイツで作られた最初の機関車。その名前はラテン語で「ザクセン」を意味する。
この機関車はライプツィヒ・ドレスデン鉄道（LDE）、すなわちザクセンの、ドイツで最初の長距離鉄道のためにヨハン・アンドレアス・シューベルトによって製造された。主要な構造は、英国で製造されて最初に LDE で使われていた「コメット」号に基づくものであった。